# Butyrskaja (metropolitana di Mosca)
Butyrskaja (in russo Бутырская?) è una stazione della Metropolitana di Mosca situata sulla Linea Ljublinsko-Dmitrovskaja, è stata inaugurata il 16 settembre 2016.